# Axel Geller
Axel Geller (Buenos Aires, 1 de abril de 1999) es un extenista argentino nacido en la ciudad de Pilar, de la Provincia de Buenos Aires. Alcanzó su mejor ranking, 539.º, el 5 de agosto de 2019.

## Biografía
Empuño su primera raqueta por primera vez a los 4 años en el Club de Campo Mayling de Pilar. Más tarde, estudió en el colegio San Andrés de Olivos. Estudió Ciencias Económicas en la Universidad Stanford.
A los 14 años se consagró campeón del Orange Bowl sub-14, uno de los torneos más prestigiosos de categoría júnior, tras derrotar por 6-7(2) 7-5 y 6-2 a Álex de Miñaur. 
En 2017, alcanzó la final junior de Wimbledon y ganó el título en dobles. Sumado a eso, ese mismo año llegó a la final del US Open, consiguiendo el N.º 1 en la categoría junior. 
Alejado del circuito para dedicarse a sus estudios, a mediados de 2021 se graduó en la Universidad de Stanford. En 2022 anunció su retiro del tenis profesional. 

## Títulos en Futures (6, 3+3)

### Individuales (3)
| N.º | Fecha                    | Torneo        | Superficie | Oponente en la final | Resultado        |
| --- | ------------------------ | ------------- | ---------- | -------------------- | ---------------- |
| 1.  | 12 de agosto de 2018     | Edwardsville  | Dura       | Sebastian Korda      | 6–2, 4–6, 7–6(0) |
| 2.  | 30 de junio de 2019      | M15 Cancún    | Dura       | Nick Chappell        | 6-3, 7-6(4)      |
| 3.  | 15 de septiembre de 2019 | M15 Champaign | Dura       | Adam Walton          | 6-3 4-6 6-3      |

### Dobles (3)
| N.º | Fecha               | Torneo        | Superficie | Pareja              | Oponentes en la final                 | Resultado         |
| --- | ------------------- | ------------- | ---------- | ------------------- | ------------------------------------- | ----------------- |
| 1.  | 29 de junio de 2019 | M15 Cancún    | Dura       | Nicolás Mejía       | Jorge Aguilar Víctor Núñez            | 6-7(5), 6-1, 10-5 |
| 2.  | 27 de julio de 2019 | M25 Champaign | Dura       | Juan Carlos Aguilar | Keenan Mayo Ricardo Rodríguez-Pace    | 6-4, 6-3          |
| 3.  | 3 de agosto de 2019 | M25 Decatur   | Dura       | Juan Carlos Aguilar | Santiago Rodríguez Taverna Alan Kohen | 6-1, 6-3          |